# Edward Stendiuch
Edward Józef Stendiuch (ur. 21 listopada 1936 w Stalowej Woli, zm. 19 maja 2020 tamże) – polski działacz samorządowy i inżynier, w latach 1986–1990 prezydent Stalowej Woli

## Życiorys
Syn Władysława i Janiny. Pochodził ze wsi Pławo (obecnie część Stalowej Woli). Absolwent Politechniki Krakowskiej im. Tadeusza Kościuszki, pracował w 6. Rejonowym Przedstawicielstwie Wojskowym w Stalowej Woli. Działacz Polskiej Zjednoczonej Partii Robotniczej. W latach 1981–1986 wiceprezydent, zaś w latach 1986–1990 prezydent Stalowej Woli.
Zmarł w wieku 83 lat. Pochowany 22 maja 2020 w Stalowej Woli.